# Cucullia ledereri
Cucullia ledereri är en fjärilsart som beskrevs av Otto Staudinger 1892. Cucullia ledereri ingår i släktet Cucullia och familjen nattflyn. Inga underarter finns listade i Catalogue of Life.